# فرشته‌ماهی باله‌زرد
فرشته‌ماهی باله‌زرد (نام علمی: Centropyge flavipectoralis) نام یک گونه از تیره فرشته‌ماهیان است.